# آلن کلی (بازیکن فوتبال)
آلن کلی (انگلیسی: Alan Kelley؛ زادهٔ ۲۴ دسامبر ۱۹۵۲) بازیکن فوتبال اهل بریتانیا است.
از باشگاه‌هایی که در آن بازی کرده‌است می‌توان به باشگاه فوتبال کرو آلکساندرا و باشگاه فوتبال ساوتپورت اشاره کرد.